# Iliesa Delana
Iliesa Delana (2 de diciembre de 1984) es un deportista fiyiano que compitió en atletismo adaptado. Ganó una medalla de oro en los Juegos Paralímpicos de Londres 2012 en la prueba de salto de altura (clase F42).

## Palmarés internacional
| Juegos Paralímpicos | Juegos Paralímpicos   | Juegos Paralímpicos | Juegos Paralímpicos |
| Año                 | Lugar                 | Medalla             | Prueba              |
| ------------------- | --------------------- | ------------------- | ------------------- |
| 2012                | Londres (Reino Unido) | Medalla de oro      | Salto de altura F42 |